# Gestreifter Leierfisch

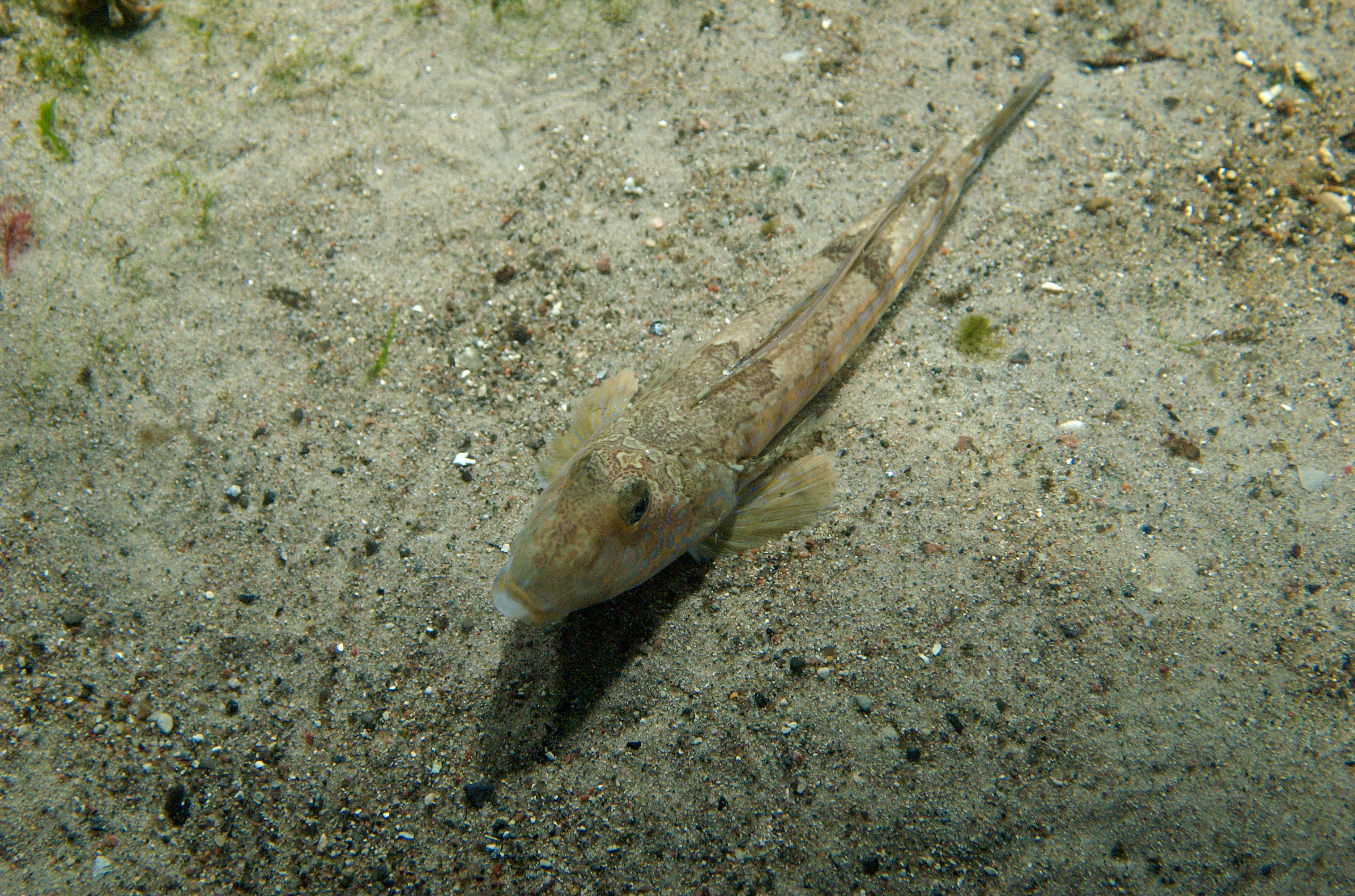
Unreifes Männchen, bei dem die blauen Flecken gerade entstehen.

Der Gestreifte Leierfisch (auch Goldgrundel genannt) ist ein extravaganter Meeresfisch, der an den Küsten des nordwestlichen Europas und des nördlichen und westlichen Mittelmeeres lebt.
Die meisten Vernakularnamen bescheinigen dem Fisch – vielleicht wegen Buntheit, huschenden Bewegungen, Augenspiels und Balz – etwas Unheimliches („Spinnen-“, „Teufelsfisch“, „kleiner Drache“, „Krokodil“, „Schildkröte“, „Fuchs“ (das Gesicht ist irgendwie schnauzenartig) – καλλιόνυμος (auch -ώ-), der „Schönnamige“, scheint auch nur ein Euphemismus zu sein. Über die unklare Bedeutung des wissenschaftlichen Gattungsnamens siehe Uranoscopus scaber). Beim Artnamen lyra vermutet William Yarrell (1859) eine Assoziation (Linnés) der D1 zu den Saiten eines Musikinstruments.

## Beschreibung
Morphologisch ist die Gattung Callionymus ziemlich einheitlich (Grundfische; dreieckiger Kopf, kurzer depresser Rumpf, längerer Schwanz, große Brust- und Bauchflossen). Schuppen und Schwimmblase fehlen.
Der Gestreifte Leierfisch hat ein recht kleines, bogig zum Boden hin weit vorstreckbares, unterständiges Maul mit verdickten Rändern („Lippen“). Die großen Augen stehen nahe beieinander hoch oben am Kopf, blicken nach den Seiten, können aber, wie beim Chamäleon, auch einzeln bewegt werden und daher sogar beide nebeneinander nach oben schauen. Die Augen sind sehr gut zum Farbsehen eingerichtet, weshalb die alte Angabe, der Fisch komme nur in der Tiefe vor, nicht stimmen konnte. Sie sind von einer durchsichtigen Hautfalte („Brille“) bedeckt, damit nicht Sand in die sie umgebenden Bewegungsfalten dringen kann. Der Raum zwischen den Augen ist so eng, dass die zwei frontalen Sinneskanäle hier in einen zusammengefallen sind. Der Rand der Pupille ist golden. Der Schädel ist sehr ungewöhnlich gebaut (s. Gregory 1933). Nur die Kiefer sind mit kleinen spitzen Zähnen besetzt. Das Praeoperculum hat bauchseitig vier Dornen, von denen der hintere der stärkste ist: er erschwert zwar das Ausspeien durch einen Räuber, wenn der vordere, nach vorne gerichtet, das Verschlingen behindert hat, zielt dadurch aber auf generelle Fressvermeidung. Sie stehen nicht mit Giftdrüsen in Verbindung, können aber doch schmerzende, schwer heilende Verletzungen verursachen. Die Kiemenöffnungen sind bis auf je einen kleinen Porus zur Rückenseite hin verschlossen. Der Kiemendeckel ist weitgehend reduziert (geatmet wird also mit den Hyoiden und den 6(-7) Branchiostegalradien beiderseits; vgl. Uranoscopus scaber). Die Seitenlinie ist normal entwickelt.
Die Tiere sind deutlich sexual dimorph: Die geschlechtsreifen Männchen (mit Genitalpapille) werden größer (30 cm) und bunter (hellblaue Streifen und Flecken – ein engl. Name lautet bridegroom) als die Weibchen (25 cm) und unreife Männchen (s. Abb. – braun mit dunklen Bändern und Flecken – zunächst als eigene Art beschrieben: „C. dracunculus L. 1758“); ihre dreieckige erste Rückenflosse ist sehr hoch (der erste D-Strahl kann, in eine Rinne niedergelegt, fast bis zur Schwanzflosse reichen); auch die zweite Rückenflosse und die Afterflosse sind größer als beim Weibchen, die „Schnauze“ ist länger. Normalerweise werden die Unpaarflossen völlig zusammengefaltet getragen, um immer für „Überraschung“ sorgen zu können.- Die Brustflosse sitzt auf nur drei Radialia. Die Bauchflossen können blau schillern, sie stehen (brustständig) vor den Brustflossen breit auseinander. Die eiförmige Rumpfbauchfläche ist weiß, die „Kehle“ aber fast schwarz. Das Höchstalter beträgt 7 Jahre. Weibchen werden schwerer und älter als Männchen.
Flossenformel: D1 IV, D2 VII-IX/1, A VIII/1, P 19-20, V I/5, C 10. 21 Wirbel (7+14).

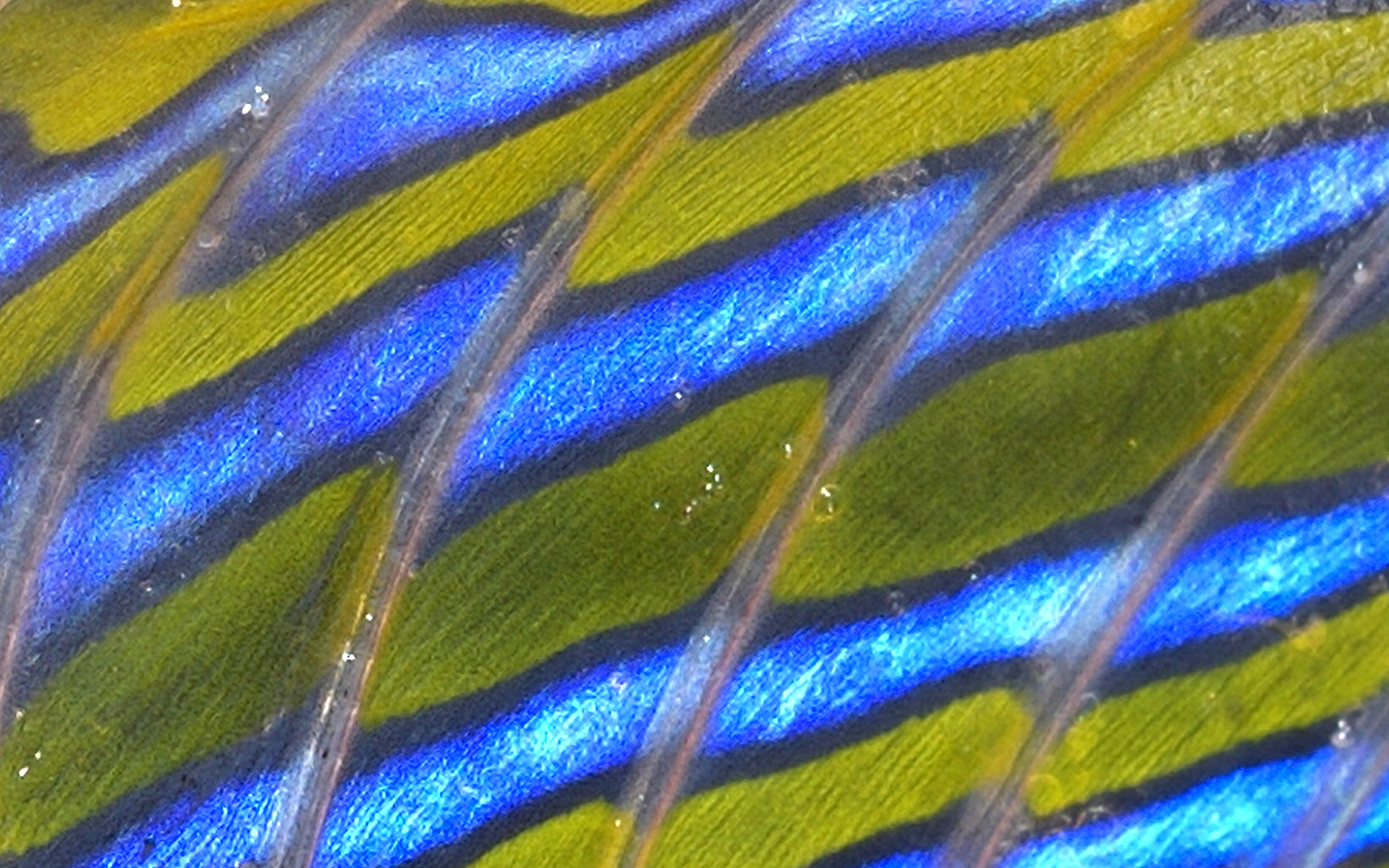
Detail aus der D2 des Männchens.

## Ökologie

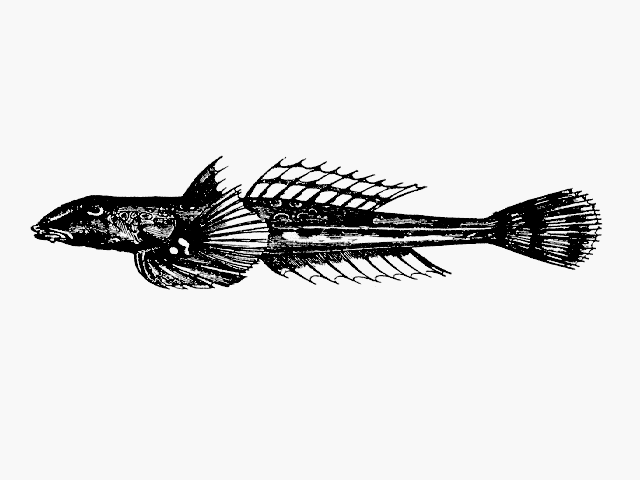
Weibchen

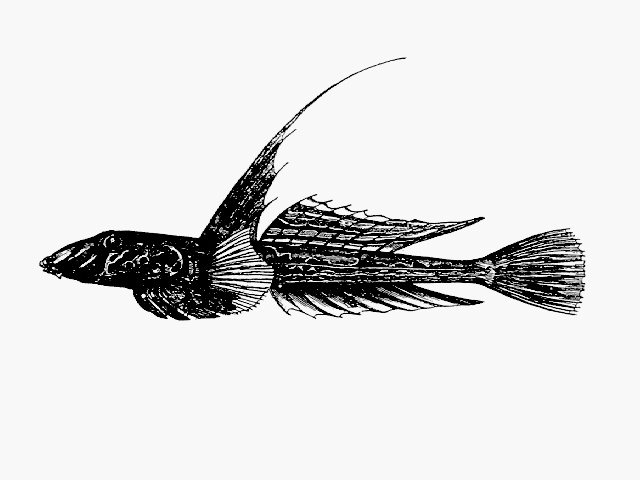
Männchen. Beide Zeichnungen aus C. Darwin (²1877): The descent of man.

Der Gestreifte Leierfisch lebt auf Sand und Schlammböden, oberflächennah (auch in Fluttümpeln), immer seltener bis in über 400 m Tiefe, aber bevorzugt bei 15-20 °C. Wegen seiner großen Flossen wurde er, etwa wie Dactylopterus volitans, früher zu den „fliegenden Fischen“ gezählt, wie sein Name in Norwegen noch bekundet.- Er kann seine Färbung dem Grund bis zu einem gewissen Grad anpassen. Bei Gefahr gräbt er sich auch ein, besonders über Nacht. Die Nahrung besteht vorwiegend in benthischen Krebstieren, ferner auch in Vielborstern, kleinen Weichtieren, Stachelhäutern u. a.; auch aus dem freien Wasser über Grund kann, mit heftigem Schwanzschlagen, Nahrung aufgeschnappt werden, etwa Jungfische und Garnelen.

## Sexualverhalten und Entwicklung
Der Geschlechtsdimorphismus weist schon darauf hin, dass die reifen Männchen unverträglich (territorial) sein und vor ihren Weibchen balzen werden. Die Brautwerbung ist noch ungenügend beobachtet. Das Männchen schwimmt und huscht rund um das Weibchen und präsentiert vor ihm hektisch immer wieder seine bunten Flossen. Anscheinend ist angestrebt, dann Bauch an Bauch ein Stück vertikal nach oben zu schwimmen. Kommt es danach im Absinken zum Laichen, so umfasst das Männchen das Weibchen derart eng, dass die Eier auf seiner breiten Afterflosse befruchtet werden; dann aber treiben sie davon: Eier und Larven sind pelagisch. Dass ein territorialer, balzender Fisch keine Brutpflege betreibt, ist ungewöhnlich – aber der Leierfisch braucht einfach das pelagische Verbreitungsstadium.- Gelaicht wird zwischen Januar und August, meist aber von Februar bis Juni (Maximum: März und April). Die Eier sind kugelig, haben 0,7 bis 0,95 mm Durchmesser und keine Öltropfen. Ihre Oberfläche ist wabig strukturiert. Es werden jeweils einige hundert bis etwa viertausend abgegeben.- Die Larven zählen zu den kleinsten der Teleosteer: Wenn die Larve zu fressen beginnt, ist sie mitunter weniger als 2 mm lang. Der Fisch wächst dann aber sehr rasch und kann mit 14 cm (Alter 3+) geschlechtsreif werden. Es gibt etwas mehr Männchen als Weibchen. Die Männchen werden drei-, vier- oder fünfjährig reif und sterben nach dem Akt an Erschöpfung – sie laichen also nur einmal (ob dies auch für die Weibchen gilt, ist noch nicht geklärt).

## Verbreitung
Am häufigsten ist der Gestreifte Leierfisch zwischen England, dem Ärmelkanal und der Biscaya, immer in Küstennähe. Häufig ist er rund um Großbritannien und Irland und in der südlichen Nordsee (mit Ausbreitungstendenz). Das gesamte Gebiet erstreckt sich aber von Island, den Färöern, Norwegen in die westliche Ostsee, ins Mittelmeer (außer dessen Südostteil; auch ins Schwarze Meer) bis zu den Kanaren und Azoren, Madeira und Mauretanien. Mitunter dringt er sogar in Flussmündungen vor.

## Bedeutung
Der Gestreifte Leierfisch selbst ist ein wichtiges Nährtier für größere Fische (wie Meeraal, Kabeljau, Petersfisch, Krokodilsfische), für Grund-Haie, Rochen und Robben. Obwohl sein weißes Fleisch als vorzüglich gilt (Brehms Tierleben, Bd. 8, 1892, S. 145), wird er, da er zu klein ist, kaum gezielt gefangen. Verluste als Beifang haben immerhin zur Folge, dass alte Tiere immer seltener werden. Fast 100 % der als nicht erwünschter Beifang ins Meer zurück geworfenen Leierfische überleben die Prozedur nicht. Überhaupt sind sie gegenüber gröberer Behandlung sehr empfindlich. Für viele physiologische Experimente, besonders zu Atmung, Sehsinn und Schadstoff-Wirkungen, haben sie sich aber als gut geeignete Objekte erwiesen.- Als bunte Grundfische sind sie in öffentlichen Meeresaquarien gelegentlich vertreten und laichen hier mitunter auch ab. Nach einigem Zögern nehmen sie Gefrier- und sogar Trockenfutter an (etwa im Gegensatz zu Synchiropus splendidus).

## Verwandtschaft
Die Gattung Callionymus umfasst derzeit fast 100 Arten mit Verbreitungszentrum im Indopazifik. Sie kommt in den Tropen weltweit vor, am wenigsten noch im Ostpazifik.
Über die Verwandtschaft der Callionymidae hat man sich lange den Kopf zerbrochen. Die Otolithen sind denen der Lippfische ähnlich. Gregory (1933) erwägt auf Grund osteologischer Merkmale, sie könnten abgeleitete Antarktisfische (Notothenioidei) sein. Heute denkt man eher an ein Schwestergruppenverhältnis zu den Flughähnen (Dactylopteridae), was auf molekularbiologische Übereinstimmungen begründet wird. Zu Schildfischen (Gobiesocoidei) oder Schleimfischen (Blennioidei) bestehen offenbar keine Beziehungen, höchstens äußerliche Ähnlichkeit (etwa durch Schleim-Haut).